# Calobata trinotata
Calobata trinotata är en tvåvingeart som först beskrevs av Macquart 1851.  Calobata trinotata ingår i släktet Calobata och familjen skridflugor.
Artens utbredningsområde är Réunion. Inga underarter finns listade i Catalogue of Life.